# Sarcaulus brasiliensis
Espèce
Synonymes
- Achras brasiliensis Willd. ex Steud.[1]
- Chrysophyllum brasiliense A.DC.[1]
- Chrysophyllum macrophyllum Mart.[1]
- Sarcaulus brasiliensis subsp. brasiliensis[1]
- Sarcaulus macrophyllus (Mart.) Radlk.[1]

Sarcaulus brasiliensis est une espèce de plantes à fleurs de la famille des Sapotaceae.

## Liste des sous-espèces
Selon Catalogue of Life (12 avril 2019) :
- sous-espèce Sarcaulus brasiliensis subsp. brasiliensis
- sous-espèce Sarcaulus brasiliensis subsp. gracilis

Selon World Checklist of Selected Plant Families (WCSP) (12 avril 2019) :
- sous-espèce Sarcaulus brasiliensis subsp. brasiliensis
- sous-espèce Sarcaulus brasiliensis subsp. gracilis T.D.Penn. (1990)

Selon Tropicos (12 avril 2019) (Attention liste brute contenant possiblement des synonymes) :
- sous-espèce Sarcaulus brasiliensis subsp. brasiliensis
- sous-espèce Sarcaulus brasiliensis subsp. gracilis T.D. Penn.

## Publication originale
- Recueil des Travaux Botaniques Néerlandais 33: 192. 1936.